# Agna rufescens
Agna rufescens är en skalbaggsart som först beskrevs av Horn 1895.  Agna rufescens ingår i släktet Agna och familjen palpbaggar. Inga underarter finns listade i Catalogue of Life.